# ライトニング・ブリゲイド
『ライトニング・ブリゲイド』は、永福一成による日本の漫画作品。『ヤングマガジン海賊版』（講談社）にて、1993年第6号から1995年第6号まで連載された。全25話。単行本はヤンマガKCスペシャルレーベルより全3巻。バーチャル・ゲームを主題にしたSF漫画・アニメ・小説は、2000年以降では特に珍しいものではないが、この作品はそれらの先駆的な作品と言える。

## 登場人物

### イダテンのメンバー
松本洋太（まつもと ようた）
栗田ヒョウ（くりた ヒョウ）
高下力造（こうげ りきぞう）
川瀬真弓（かわせ まゆみ）
川瀬弓子（かわせ ゆみこ）

### その他の人物
三井俊彦
隣り街に住む中学生。坊主頭で両サイドに3本の刈り込みを入れている。
「ライブリ」のパーティ「セカンドスラッシャーズ」のリーダーで洋太と何かと張り合う。アメフト風のヘルメットに、モーニングスターを主体とする武器を使う戦士系のキャラを使用。セカンドスラッシャーズは、後頭部にビリヤードの玉のマークをつけた揃いのヘルメットと、モーニングスター系統の武器が特徴のチーム。自身のマークの番号は13、他に6、9、10の仲間がいる。
好戦的な性格であり、年下の洋太に勝てない事でいつもイラついている。カ・ギンにより性格と野心を見抜かれて「力」を与えられ、現実世界に現れた「赤い牙」の尖兵となって悪行の限りを尽くす。
洋太の父
名前は未出。新聞記者。
力造の父
名前は未出。刑事。
栗田博士
ヒョウの父。名前は未出。

### 稲妻の旅団
シオン
「風のシオン」の異名を持つ「七戦武」の一人。「七聖剣」の「結晶清音（けっしょうすがね）」を所持する剣士。
ズズ
「銀の音のズズ」の異名を持つ旅団の幹部。回復魔法を操る療法士。のちに、カムナンにドラグシールを託されて「七戦武」の一人となる。
カムナン
「元帥」の称号を持つ「七戦武」の一人。「七聖剣」の「ドラグシール」を所持する。旅団の最高幹部。空魔衆の襲撃で命を落とし、その間際にドラグシールをズズに託す。
ハッスル
「大拳者」の称号を持つ旅団の幹部。格闘家のモンク。「墓守の爺い」を称し、ガルベッドとともに闇の王を封じ込めた「闇塚」を見守る。のちに「七聖剣」の「ハイナブの星」を入手し、七戦武の一人となる。
ガルベッド
「闇のガルベッド」の異名を持つ「七戦武」の一人。「七聖剣」の「暗黒剣レディ・バチスト」を所持し、ハッスルとともに闇の王を封じ込めた「闇塚」を見守る。

### 赤い牙
闇の王

カ・ギン
「陸統将軍」の異名を持つ「赤牙十二将」の一人。陸魔衆の一角。
マフリフ
「傀儡王」の異名を持つ「赤牙十二将」の一人。陸魔衆の一角。
カラ・パパゥ
「陸魔統帥」の異名を持つ「赤牙十二将」の一人。陸魔衆の一角。
ガジム
「制空王」の異名を持つ「赤牙十二将」の一人。空魔衆の一角。
トゥシカ
マフリフ配下の女術士。
マーベ
マフリフ配下の術士。

## 用語
ライトニング・ブリゲイド
若者に人気のヴァーチャルゲーム。通称は「ライブリ」（以下、ゲームに関してはライブリと表記）。
ポータブルサイズの本体と半帽型のヘルメットに、それぞれゲームディスクとパーソナルディスクを刺し込み、ゲームを開始する。全感覚型の体感シミュレーションであり、設定により痛覚も擬似信号で感じる事ができる（痛覚信号のオフ設定により痛みを感じない事も可能）。プレイヤーキャラクターは、現実世界の自分と同様の外見である事が大きな特徴（身体データの数値を詳細に入力する必要がある）。運動神経の発達しているプレイヤーは、仮想世界にあっても高い運動能力・反射神経を再現できる（逆に運動神経に劣るプレーヤーは、ゲーム内でも「鈍い」）。他方、仮装世界であるが故に肉体的なハンディキャップを解消できる一面もある（車椅子生活を余儀なくされている弓子は、「ライブリ」内であれば普通に歩行できる）。
大規模MMOクラスのネットゲームであり、ファンタジー世界を体験できるRPG要素のゲーム。同じワールド内で都市育成型SLGのような取り組みも可能で、パーティ戦闘や冒険を目的としない日常生活型のプレイも可能。
通常はオンラインによるファンタジー世界での冒険がプレイの主流だが、ゲームセンターでの個別対戦も可能で、各地の店舗に大型筐体が設置されている。ゲーム内ではポイント制がとられており、パーティー戦闘によるグループランキングの他、個別対戦でのポイントも個人ランキングとして反映され公表されている。
ゲームに関するすべての処理は、スーパーコンピューターである「ヒューズ」が担当している。
ヒーズル
「ライブリ」の舞台となる仮想世界。世界観は概ね一般的なRPG的ファンタジー風に統一されている。
ワールド内には「ニュートラル地帯」と呼ばれる戦闘禁止区域があり、そこでは都市育成型SLGおよび日常生活型の楽しみ方をするプレーヤーが集まっている。
ヒューズ
栗田博士の開発したスーパーコンピューター。その超絶的な処理能力から、日本国内のあらゆるインフラの管理を代行している。
本体は原子力発電所に偽装した施設に設置されており、政府の重要施設となっている。
法理器版（ほうりきばん）
「PLチップ」の「ライブリ」世界での通称。クリタ産業で極秘に開発されている新型のICチップで、ヒューズの処理能力を飛躍的に向上させる事を目的とした電子部品。「PL」とは「法理」を意味する「Principle of Low」の略語。
突発性昏睡症
架空の病気。「ライブリ」のユーザーである若年層に多発している原因不明の症例。
稲妻の旅団
「ライブリ」の中で設定されている、光の側の勢力。空を飛ぶ白馬に乗って現れる伝説上の存在とされる。
当初から公開されているゲーム上の設定でありながら、プレイヤーとして遭遇した者は皆無と言われている（噂の域を出ない「目撃証言」は少なからずある）。
七戦武
稲妻の旅団のメンバーの中で、特に高い能力を持つ者たち。それぞれが聖剣を所持しており、それを所持する者が呼ばれる称号に等しい。「七聖剣」の特性上、常に7人の「七戦武」がいる訳ではなく、通常は3本の聖剣に合わせて3人が存在する。
七聖剣
稲妻の旅団に伝わる7つの武器。設定上では、どこかに隠されており、ヒーズルに危機が訪れる時に所持するにふさわしい者の前に出現するという伝説のアイテム。
旅団では通常、3本の剣が常備され、それぞれが所持者に受け継がれている。ヒーズルの歴史上、最大5本が同時に姿を現したと設定されている。
「結晶清音」・「暗黒剣レディ・バチスト」・「ドラグシール」の3本が旅団の常備する聖剣。他に「ハイナブの星」・「三日月の輝き」・「シルバリオン」などが登場する（最後の1本に関しては未詳）。
赤い牙
「ライブリ」の中で設定されている、闇の側の勢力。
稲妻の旅団と同様に、当初から公開されているゲーム上の設定でありながら、プレイヤーとして遭遇した者は皆無と言われている。
「闇の王」の意思により、ヒーズル世界の制服を目論む勢力。のみならず、「異世界（＝現実世界）」にまでその野望を広げ、法理器版を入手する事により二つの世界を完全に掌握する行動を開始する。
赤牙十二将（せきがじゅうにしょう）
赤い牙の軍勢を率いる12人の幹部。陸魔衆・空魔衆・海魔衆の各々3人の指揮官、および3人の神官で構成される。各自が独自の紋章を持ち、闇の王の左の掌にある「赤牙曼陀羅（せきがまんだら）」にそれぞれの紋章が刻まれている。
陸魔衆
カ・ギン、マフリフ、カラ・パパゥの3名の幹部の率いる軍勢。陸上型の怪物などで構成され、主に地上戦を担当する。
空魔衆
ガジムの他2名（トリ頭、女性）の幹部の率いる軍勢。翼のある怪物などで構成され、主に空中戦を担当する。
海魔衆
3名（タコ頭、イルカ頭、女性）の幹部の率いる軍勢。巨大な海洋生物などを操り、主に海戦を担当する。
三神官
3人の女性神官。全員ボブカット（毛髪の色はそれぞれ違う）でローブ状の衣服を着ている。1人が錫杖を持ち、1人が書物を持つ（残る1人は何も持っていない）。闇の王が顕現するまでは、その意思を伝える役目を果たしていた。

## 単行本
- 永福一成 『ライトニング・ブリゲイド』 講談社〈ヤンマガKCスペシャル〉全3巻

1. ライトニング・ブリゲイド 「カ・ギン」[2]：1994年5月6日初版発行 ISBN 978-4-06-323465-7
2. ライトニング・ブリゲイド 「法理器版」[2]：1994年11月2日初版発行 ISBN 978-4-06-323503-6
3. ライトニング・ブリゲイド 「七戦武」[2]：1995年7月6日初版発行 ISBN 978-4-06-323548-7

- 永福一成 『ライトニング・ブリゲイド』 河出書房新社〈九龍コミックス〉上下巻 - 講談社ヤンマガKCスペシャル版の再編集版

1. ライトニング・ブリゲイド 上：2001年8月30日初版発行 ISBN 4-309-72808-1
2. ライトニング・ブリゲイド 下：2001年8月30日初版発行 ISBN 4-309-72809-X